# Metalimnobia (Metalimnobia) caudifusca
Metalimnobia (Metalimnobia) caudifusca is een tweevleugelige uit de familie steltmuggen (Limoniidae).